# 尼科洛·波罗

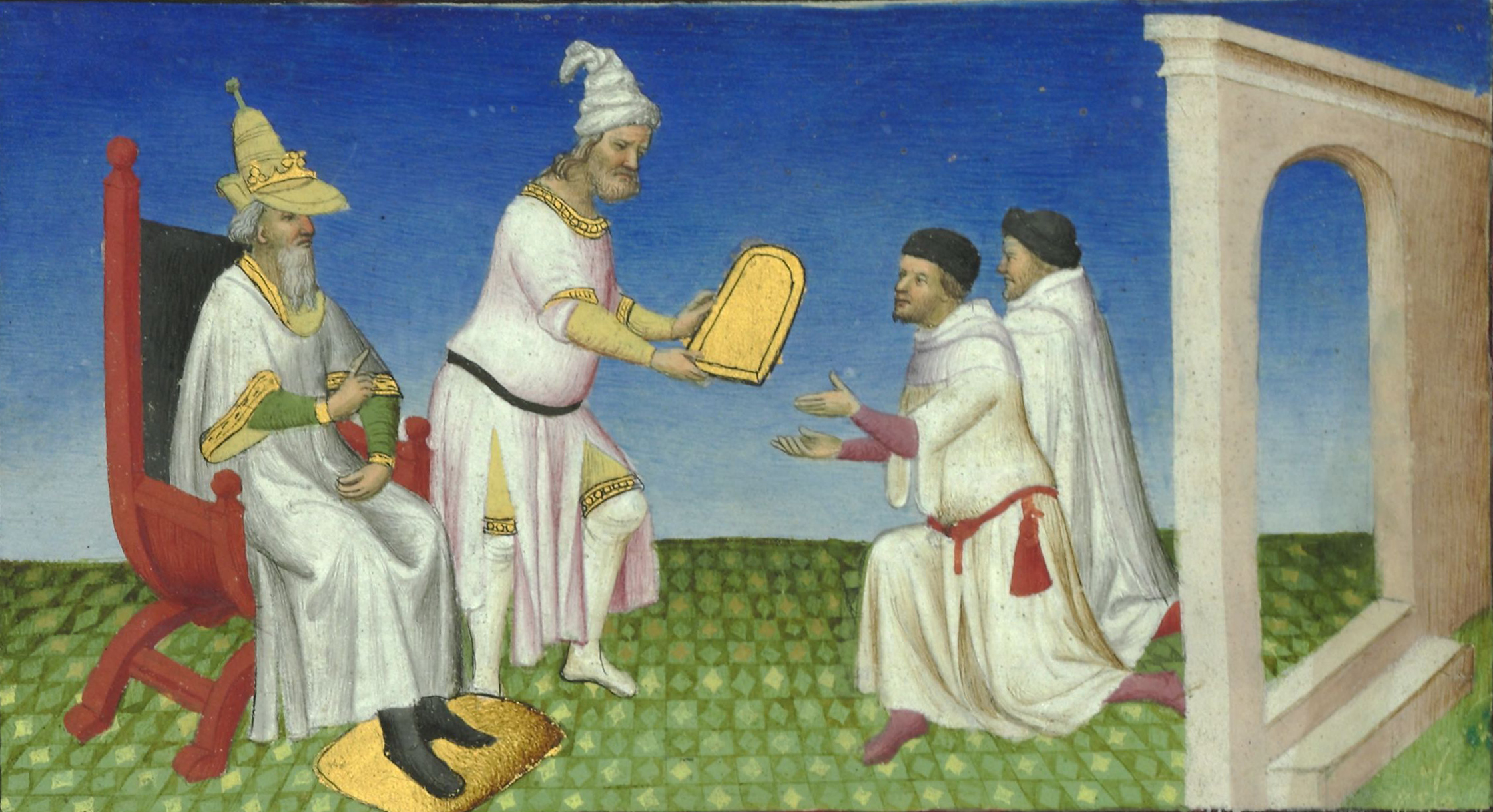
波罗兄弟从忽必烈汗那里获得金符，1410-1412 年的泥金手稿

尼科洛·波罗（Niccolò Polo，（nikkoˌlɔ pˈpɔːlo、nikoˌɰɔ ˈpolo）约1230年-约1294年）是来自威尼斯共和国的意大利旅行商人，是著名的探险家马可·波罗的父亲。他和弟弟马费奥·波罗在马可出生之前就开始经商，在君士坦丁堡、克里米亚的苏达克和亚洲的蒙古帝国西部建立了贸易点。他们二人到达了中国，然后暂时返回欧洲向教宗传达信息。随后带着马可，兄弟二人再次穿越亚洲，成为《马可波罗游记》记述的主题。

## 第一次旅行

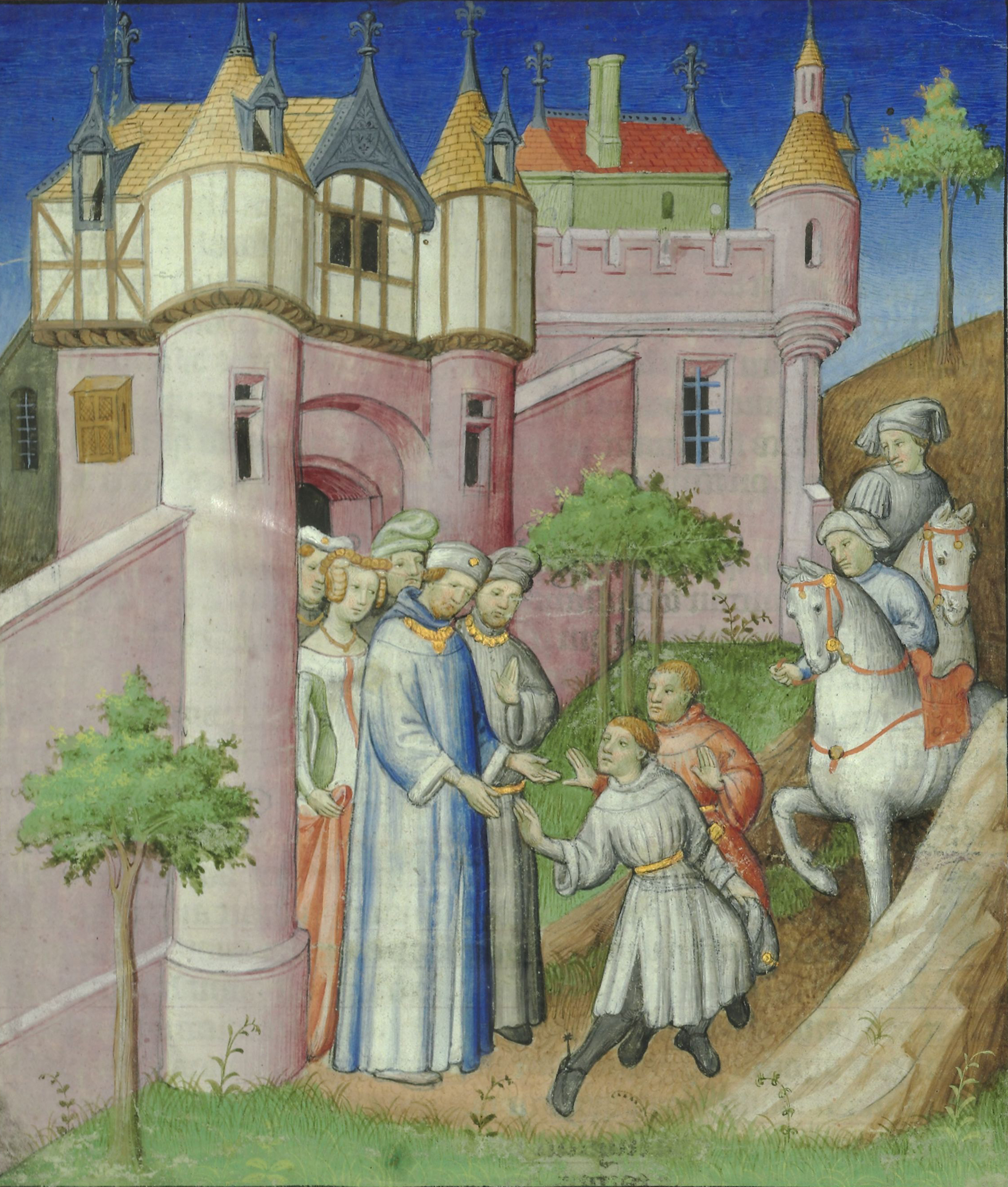
1259年，尼科洛和马费奥·波罗离开君士坦丁堡前往东方

留下尼科洛的襁褓中的儿子马可，尼科洛和马费奥离开威尼斯前往君士坦丁堡，在那里居住了几年。兄弟二人住在君士坦丁堡的威尼斯区。1204年，第四次十字军东征中建立了拉丁帝国，威尼斯人在君士坦丁堡享有外交豁免权和税收减免。波罗家族认为君士坦丁堡的政治局势岌岌可危，因此他们决定将事业转移到克里米亚的城市索尔达亚，并在1259年或1260年离开君士坦丁堡。君士坦丁堡于1261年被尼西亚帝国的统治者米哈伊尔八世·巴列奥略重新夺回，他立即烧毁并夷平了威尼斯区，重建了拜占庭帝国。威尼斯公民俘虏被弄瞎，许多需要逃脱的人死在逃往爱琴海其他威尼斯殖民地的难民船上。

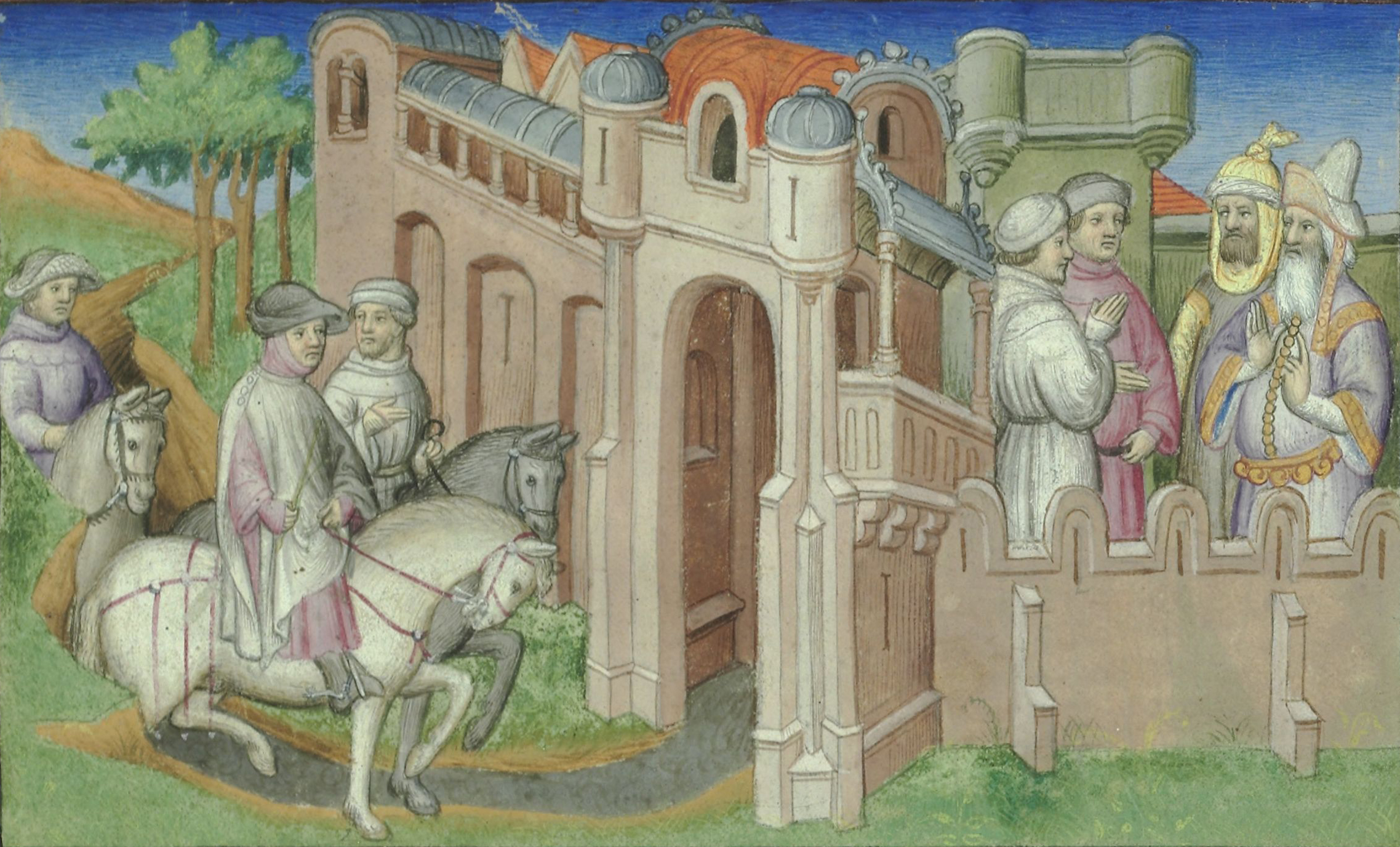
尼科洛和马费奥·波罗布哈拉，他们在那里停留了三年。他们应旭烈兀的一位使者（右）的邀请，向东旅行拜访忽必烈

黑海北缘的索尔达亚（今克里米亚苏达克），自12世纪以来一直是威尼斯商人经常光顾的地方。当波罗兄弟到达时，已经成为蒙古国家金帐汗国的一部分。他们知道无法西返君士坦丁堡，于是计划向东冒险，稍后再返回。波罗兄弟继续前往金帐汗国统治者别儿哥汗的宫廷所在地萨莱。当时，萨莱只是一个巨大的营地，波罗兄弟在那里待了大约一年。波罗兄弟成为别儿哥的商人合作伙伴，以销售委托给他们的商品
因为别儿哥和旭烈兀之间的内战，他们决定离开克里米亚。他们向东越过底格里斯河，走了十七天，穿过阿拉伯沙漠的北端，除了一些带着帐篷和牲畜的游牧民族外，他们没有遇到任何城镇或村庄。他们到达布哈拉时，已经无法继续他们的旅程，也无法返回，只能居住了三年。
他们在布哈拉时，遇到了伊尔汗国统治者旭烈兀的一位使者。使者正在去见忽必烈汗的路上，决定邀请波罗兄弟一起旅行 1266年，他们到达了蒙元皇帝忽必烈汗居住的大都（今北京）。《马可波罗游记》一书中记载，忽必烈汗正式接见了波罗兄弟，派一位名叫Koeketei的蒙古人将他们送回。他们带着一封可汗给罗马教宗的信，要求派一百名受过教育的人前来传授基督教和西方习俗，并取出圣墓里的灯油。还赐个他们一块长一英尺、宽三英寸（7.6厘米）的金牌，持有者可以在忽必烈汗的统治范围内获得住宿、马匹和食物。Koeketei在途中离开，波罗兄弟独自前往亚美尼亚西里西亚王国的港口城市阿亚斯阿亚斯，从那里航行到耶路撒冷王国的首都阿卡。
1268年教宗克莱门特四世去世到1271年新教宗当选之间的长期空缺，推迟了波罗兄弟满足忽必烈请求的尝试。两兄弟于1269年或1270年返回威尼斯，等待新教宗的当选。在这里，尼科洛见到他已经十五六岁的儿子马可。马可很小的时候母亲去世，他和姑姑和另一位叔叔住在威尼斯。

## 第二次旅行

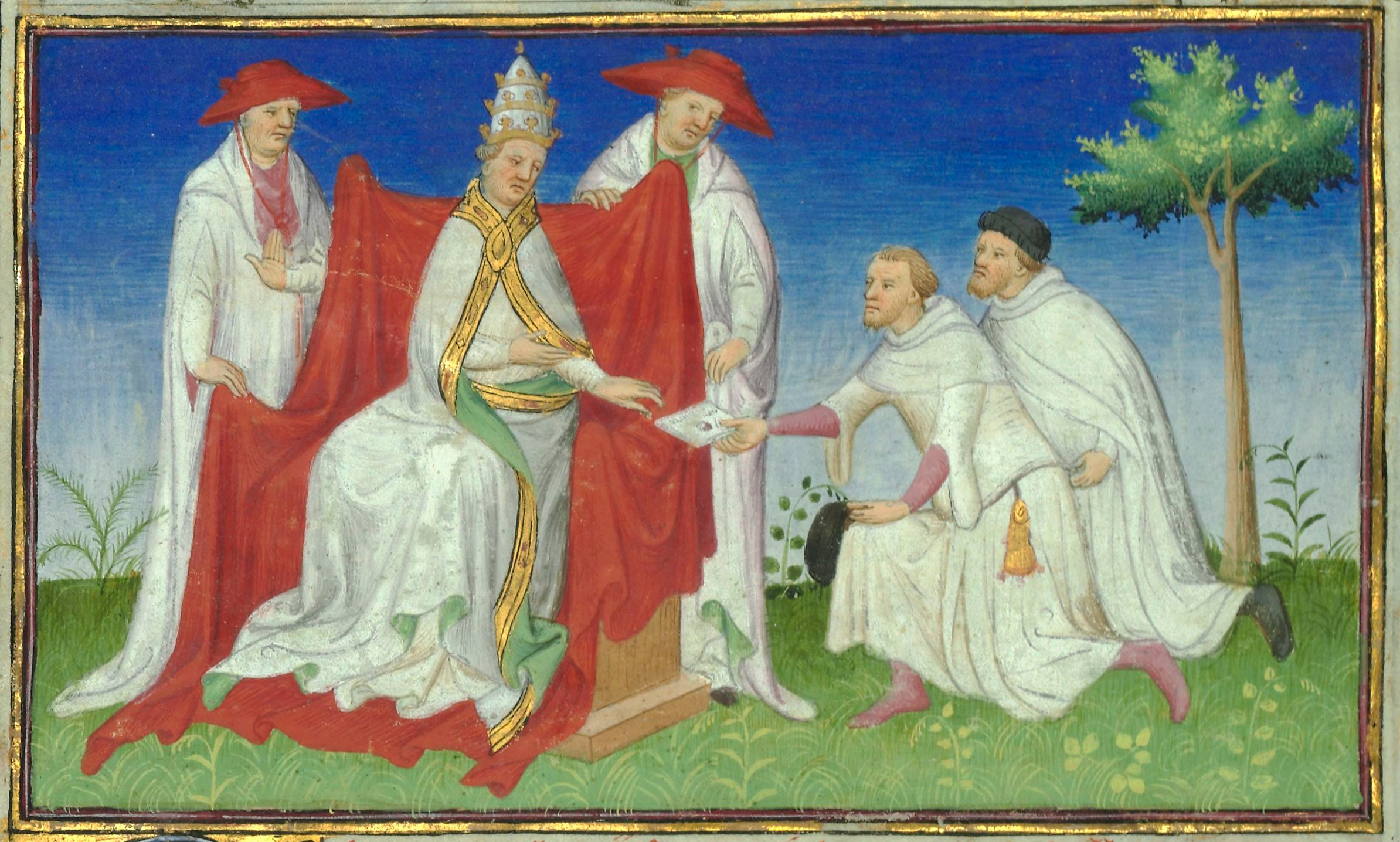
1271年，尼科洛和马费奥·波罗将忽必烈汗的信交给了教皇格里高利十世

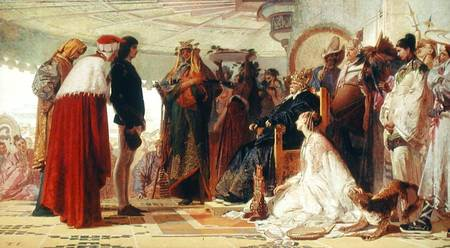
忽必烈宫廷中的尼科洛、马费奥和马可·波罗，特兰基略·克雷莫纳 （Tranquillo Cremona） 的画作，1863年

1271 年，特奥巴尔多·维斯康蒂当选为教宗格里高利十世，波罗兄弟呈上忽必烈汗的信。随后，波罗兄弟带着马可波罗，在两位修士尼科洛·德·维森斯 （Niccolò de Vicence）和纪尧姆·德·的黎波里（Guillaume de Tripoli）的陪同下再次前往蒙古。由于恐惧，这两位修士没有完成旅行，但波罗兄弟在1274年到大都将教宗的礼物进献了忽必烈。波罗兄弟是通过丝绸之路北路到达中国，虽然丝绸之路南路的可能性已经提高。他们在中国度过了十七年。根据《马可波罗游记》，忽必烈汗喜欢马可·波罗，派他到帝国各地执行任务。波罗兄弟多次请求允许返回欧洲，大汗不舍得放他们离开。
1291年，忽必烈派波罗家族护送蒙古公主阔阔真到伊尔汗国与阿鲁浑成婚。一行人从从南部港口城市泉州出发，驶向苏门答腊，然后经斯里兰卡和印度，到达波斯。1293年或1294年，波罗家族到达了阿鲁浑死后由海合都统治的伊尔汗国，并将阔阔真交给了海合都。然后他们前往了特拉布宗，从那里乘船去了威尼斯。